# Селімов Мустафа Веїсович
Мустафа Веїсович Селімов (крим. Selimov Mustafa Veis oğlu; 1910–1985) — радянський, узбецький партійний і громадський діяч кримськотатарського походження, партизан, комісар Південного з'єднання партизан Криму. У 1944 році депортований як кримський татарин. Працював на керівних посадах в Узбекистані, заступник Президента Академії сільськогосподарських наук Узбецької РСР. Один із організаторів Національного руху кримських татар. 

## Життєпис
Народився у 1910 році в селі Коккоз Таврійської губернії. За національністю кримський татарин.
У 1928 році він закінчив семирічку у Коккозі (нині Соколине) і до 1931 року навчався в десятирічній школі у Бахчисараї, одночасно очолював районну бібліотеку. Після випуску зі школи у вересні 1931 року став секретарем Коккозької сільради і зам. голови колгоспу «Соціалізм».

### Партійна кар'єра
Вступив до ВКП(б), у 1931—1935 роках працював керуючим справами Бахчисарайського райкому партії, а в 1935—1936 роках навчався в Сімферополі на партійних курсах. У 1936—1937 роках — інструктор Бахчисарайського райкому ВКП(б), з 1937 по травень 1939 року — секретар Бахчисарайського райкому РКСМ, з травня по вересень 1939 року — завідувач Бахчисарайським райземвідділом. За відомостями з автобіографії М. В. Селімова, у вересні-листопаді 1939 року його призвали до складу армії політруком (ймовірно, на збори перед Радянсько-фінською війною). Повернувшись до Криму, працював по лютий 1940 року завідувачем відділу кадрів Бахчисарайського райкому партії. З лютого 1940 по червень 1943 року М. В. Селімов — 1-й секретар Ялтинського райкому ВКП(б), з листопада 1941 по червень 1943 року — у резерві Кримського обкому ВКП(б).

### Велика Вітчизняна війна, партизанський рух Криму
З початком війни М. В. Селімов прагнув піти добровольцем на фронт, але залишений у резерві Кримського обкому ВКП(б) і призначений комісаром 4-го партизанського району. Численні видання, спираючись на текст розпорядження обкому, називають його на цій посаді. Однак до терміну в ліс піти не встиг і за вказівкою 1-го секретаря Кримського ОК ВКП(б) В. С. Булатова разом з великою групою партпрацівників Алуштинського району відступав на Севастополь і пізніше евакуйований на Кавказ. Працював у політвідділі Закавказької залізниці.
У січні 1942 року брав участь у Керченсько-Феодосійській десантній операції і звільненні Керчі. З травня 1942 року перебував у Краснодарі. З відступом радянських військ у Сочі, у червні 1943 року по повітрю був закинутий у тил противника, в Кримський ліс. З Великої землі на Баксанський аеродром прибуло 50 осіб кадрового посилення, зібраного обкомом ВКП(б).
М. Селімов з червня по 7 листопада 1943 року був комісаром 1-го партизанського загону (командир М. А. Македонський). У перші місяці М. Селімов встановлював зв'язок зі співчуваючими, протидіяв німецькій пропаганді в середовищі кримських татар, організовував підпільні осередки в населених пунктах Криму. У нотатках комісара серед прізвищ партизанів, які відзначилися, зазначені Мемет Аппазов, Асан Мамутов, Ваап Джемілєв, Сеітамет Іслямов. 7 листопада 1943 року Селімова призначено комісаром 4-ї партизанської бригади у складі чотирьох, а з 9 листопада 1943 року — шести загонів. До середини січня 1944 склад бригади включав 1944 партизана, зокрема 501 кримський татарин. Серед бійців бригади був і старший брат Сеїт-Бекіра Османова (1911—1985), відомий вчений-іхтіолог Сейтумер Османович Османов (1907—2008). У Коккозі діяла підпільна організація з місцевих патріотів і радянських військовополонених — азербайджанців. Керував нею Мамед Алієв. Членом організації була сестра Мустафи Селімова — Фатіме Селімова. Опинившись на межі провалу, члени коккозького підпілля 10 жовтня 1943 року пішли до партизанів.
29 січня 1944 року наказом Кримського штабу партизанського руху сформоване Південне з'єднання партизан Криму, командир — М. А. Македонський, комісар — М. В. Селімов, начальник штабу — А. А. Аристов. Це було найбільш численне з трьох з'єднань (2200 осіб), яке базувалося і воювало у гірсько-лісовій частині Криму на південний захід від масиву Чатир-даг, в районах компактного проживання кримських татар.
14 квітня 1944 року 6-бригада Південного з'єднання з боями увійшла до міста і зайняла залізничну станцію Бахчисарай. Інші її загони блокували станцію Альма і висувалися до Сімферополя з півдня і південного сходу. Загони 7-ї бригади очистили від супротивника, що відступав, Бельбецьку долину від Коккоза до Сюйреня, взяли участь у звільненні Ялти. В архівах є оригінал доповіді М. Селімова від 15.04.1944, в якому зведені цифри і факти участі кримських татар у партизанському русі Криму.

### Депортація і господарська робота в Узбекистані
18 травня 1944 року, незважаючи високу посаду і фронтові заслуги, Мустафу Селімова депортували з Криму разом з усім народом. До квітня 1945 року був заступником голови Бекабадського райвиконкому, до серпня 1948 року — директором Середньоазійської філії Всесоюзного НДІ виноробства і виноградарства «Магарач». Потім працював у Всесоюзному інституті рослинництва. У 1955—1959 роках — заступник директора Союзного науково-дослідного бавовнярського інституту. У 1959—1961 роках Селімов працював заступником Президента Академії сільськогосподарських наук Узбецької РСР. У 1961—1963 роках — заступником начальника Головного Управління науки і пропаганди Міністерства сільського господарства УзРСР. У 1963—1966 роках Селімов був начальником відділу Держкомітету по бавовництву Середньої Азії. З 1966 року працював заступником директора Узгіпроводгоспа. З 1975 року вийшов на пенсію у статусі пенсіонера республіканського значення.
М. Селімов багато років писав для газети «Ленін байраги», консультував рубрику «Джесарет» (мужність), присвячену участі у Великій Вітчизняній війні кримських татар.

### Участь у Національному русі кримських татар
М. В. Селімов стояв біля витоків Національного руху кримських татар. Загиблий активіст Юрій Бекірович Османов (1941—1993) написав у 1992 році:
|  | «Ініціаторами Руху були виключно мужні, що пройшли машину сталінських репресій і провокацій та глибоко осмислили досвід попередньої історії народу, люди з широким кругозором і потужною теоретичною базою. Перед ними стояло завдання не тільки оприлюднити злочини і злочинця, а й необхідність того, щоб цим розумінням озброїти народ». |

У березні 1957 року разом з ветеранами війни, такими як Герой Радянського Союзу Амет-Хан Султан, Р. Мустафаєв, Б. Османов, І. Хайруллаєв, С. Халілов і багатьма іншими, М. В. Селімов підписав звернення до Першого секретаря ЦК КПРС М. С. Хрущова. Пізніше подібних звернень, що давали аналіз здійсненого проти татарського народу державного свавілля, були зроблені десятки. 2 серпня 1957 року М. Селімов і Д. Акімов організовують поїздку до Москви групи для вирішення кримськотатарського питання. З ними прибули Б. Османов, В. Муртазаєв, І. Мустафаєв, С. Емін, С. Асанов, З. Ніязієва та інші.
За спогадами Р. Емінова, «авторитет Мустафи Селімова серед усіх кримських татар був найвищий».
М. В. Селімов не дочекався повернення свого народу до Криму. Він помер у 1985 році на 75 році життя.

## Нагороди та пам'ять
Нагороджений орденами і медалями за участь у Великій Вітчизняній війні. Нагороджений медаллю «За трудову доблесть».
У 2010 році на його батьківщині в Коккозі (Соколине) встановлено і в урочистій обстановці відкрито пам'ятник комісару Південного з'єднання партизан Криму М. В. Селімову.